# François Sentein
François Sentein, né Félix Sentein le 20 avril 1920 à Montpellier et mort à Paris 17e le 2 mars 2010,, est un écrivain français, .

## Biographie
Élevé dans une famille de médecins de tradition monarchiste, il ne va à l'école qu'à neuf ans, puis poursuit ses études chez les jésuites, d'où il sera exclu pour indiscipline. Dès 1934-1935, il se passionne pour la politique. Il est impressionné par Charles Maurras, le chef de l'Action française.
Élève ensuite du lycée de Montpellier, il est reçu au baccalauréat de philosophie en 1937. À la rentrée suivante, il part pour Paris, prépare son entrée en khâgne au lycée Condorcet sur les conseils de Pierre Boutang, et passe un certificat de licence de psychologie. En septembre 1938, il va à Nuremberg puis à Munich et assiste aux parades nazies, apercevant dans les rues Hitler et Goebbels. Alors qu'il prépare son troisième certificat de licence en octobre 1939, il devient professeur de cinquième (français, latin, histoire) à l'Enclos Saint-François à Montpellier (un poste qu'il obtient de Maurice Clavel, normalien, nommé professeur de philosophie à Nîmes). En décembre 1938, il repart pour Paris où il va chercher du travail dans un journal. Il entre au mensuel Combat, où il rencontre Thierry Maulnier, Maurice Blanchot...
En avril 1940, il rentre à Montpellier pour une semaine avant de revenir à Paris, où il travaille à l'éphémère La Liberté, rue du Croissant, jusqu'à la fin de mai. Il revient alors dans le midi, va à Marseille, à Lyon, à Vichy… Il remonte à Paris en septembre 1941. Il écrit alors aussi pour Idées (rubrique du théâtre), France, revue de l'État nouveau, Les Cahiers français... Il travaille souvent auprès de Jean Cocteau, rédigeant pour lui de nombreux textes. C'est lui qui a été chargé avant la publication de Notre-Dame-des-Fleurs de revoir et de corriger, de ponctuer le texte de Jean Genet. Au fil des jours, il écrit son journal, ses Minutes (commencées à Collioure en 1938). Un volume, qui couvre l'immédiat avant-guerre et va jusqu'à 1941, sera publié à la Table Ronde en 1977. Dans les années 1950, François Sentein collabore à plusieurs périodiques, dont La Parisienne, Rivarol (sous le pseudonyme Saint-Agraphes), ou Arts ; dans les années 1960, il  publie dans le journal L'Aurore une chronique quotidienne consacrée aux prénoms. Dans les années 1990, il donne plusieurs textes de ses "Minutes" à la revue d'inspiration hussarde et néo-maurrassienne Réaction.
En 2000, ses Minutes d'un libertin sont rééditées chez Gallimard (enrichies des passages expurgés en 1977), dans la collection "Le Promeneur". Suivent trois nouveaux volumes des Minutes et un volume de correspondance avec Jean Genet. Il est alors salué par Marc Fumaroli comme l'un des écrivains les plus subtils du XXe siècle français. François Sentein s'est éteint en mars 2010.

## Rencontres
Dans le Paris de l'avant-guerre, de la guerre, de l'occupation puis de la Libération, il rencontre beaucoup des célébrités de la littérature (Jean Cocteau, Jean Genet, Henry de Montherlant, Roland Laudenbach, Claude Roy, Maurice Clavel, Kléber Haedens, Ramon Fernandez, Claudine Chonez, Thierry Maulnier, Maurice Blanchot, Marcel Jouhandeau, Maurice Sachs, François Monod, Jean Wahl, Drieu la Rochelle, Jacques Laurent (avant qu'il connaisse la célébrité sous les pseudonymes de Laurent Cély et plus tard Cécil Saint-Laurent et qui dirigera la revue Arts), Jean Boullet, Jean-Paul Sartre), Jean Hugo, l'éditeur Robert Denoël…).

## Les Centres de jeunesse
En octobre 1941, il devient chef de chantier, chargé de l'enseignement général, dans un des nouveaux Centres de jeunesse lancés par le maréchal Pétain.
En 1945, il est démis de ses fonctions de responsable pédagogique par une commission d'épuration. Il devient professeur dans l'enseignement privé. et vit également de piges et de travaux dans l'édition. Il devient ainsi le « nègre » de l'actrice Cécile Sorel qu'il aide à écrire ses mémoires. En 1954-55, il est rédacteur en chef de La Parisienne.
Dans les années 1970-1980, il est professeur de lettres au lycée sports-études de Font-Romeu où il continue de pratiquer athlétisme, ski de piste et ski de fond et où il est président de la section Lutte du lycée.

## Œuvres
- Jean, Paris, Pierre Horay, 1958, 127 p.
- Daniel, Paris, Pierre Horay, 1958,127 p.
- Philippe, Paris, Pierre Horay, 1959,127 p.
- Michel, Paris, Pierre Horay, 1959, 127 p.
- Claude, Paris, Pierre Horay, 1959, 127 p.
- Bernard, Paris, Pierre Horay, 1959, 127 p.
- Minutes d'un libertin (1938-1941), Paris, La Table Ronde, 1977, 256 p. (première version, expurgée des passages les plus intimes).
- SENTEIN Paul-Louis, Journal d'un substitut à Saint-Gaudens (1875-1883) [Présenté et annoté par SENTEIN François], Paris, Revue de Comminges, 1991, 189 p.
- L'Assassin et son bourreau : Jean Genet et l'affaire Pilorge, Paris, La Différence, 1999, 182 p.  (ISBN 2-7291-1242-1)
- GENET Jean, Lettres au petit Franz (1943-1944) [Présenté et annoté par DEGANS Claire & SENTEIN François], Paris, Gallimard, 2000, 114 p.  (ISBN 2-07-075778-1)
- Minutes d'un libertin, 1938-1941, Paris, Le Promeneur, 2000, 289 p. (ISBN 2-07-075984-9)
- Nouvelles minutes d'un libertin, 1942-1943, Paris, Le Promeneur, 2000, 466 p.  (ISBN 2-07-075751-X)
- Minutes d'un libéré, 1944, Paris, Le Promeneur, 2002, 212 p.  (ISBN 2-07-076540-7)
- Minutes d'une autre année, 1945, Paris, Le Promeneur, 2003, 175 p.  (ISBN 2-07-076621-7)

## Sources
- En 2003, un portrait de 50 minutes réalisé par Dominique Rabourdin a été consacré à François Sentein dans Metropolis sur  ARTE.
- Marco Dotti, Nello stile di un libertino, entretien publié dans le journal Il Manifesto, 26 juillet 2006, l'entretien avec Sentein a été reprise dans la revue italienne TYSM.
- François Sentein est fréquemment cité dans le livre de Patrick Buisson, (2008) 1940-1945 : années érotiques : Vichy ou les infortunes de la vertu, Albin Michel,  (ISBN 9782226183941)
- Dossier "François Sentein. Portrait de dernière minute", Livr'arbitres, n°13, printemps 2013, pp.14-30.
- STUDNICKI Mickaël, ""Il faut écrire fort pour écrire bien..." Lettres de Max Jacob à François Sentein (1942-1944)" in Les cahiers Max Jacob 17/18, Paris, Les Amis Max Jacob, 2017, pp.91-105.